# Riupeyrous
Riupeyrous település Franciaországban, Pyrénées-Atlantiques megyében. Lakosainak száma 238 fő (2022. január 1.). Riupeyrous Barinque, Escoubès, Higuères-Souye, Monassut-Audiracq és Saint-Laurent-Bretagne községekkel határos.

## Népesség
A település népessége az elmúlt években az alábbi módon változott:
| Lakosok száma | 168  | 192  | 207  | 214  | 219  | 224  | 228  | 233  | 238  |
|               | 2013 | 2015 | 2016 | 2017 | 2018 | 2019 | 2020 | 2021 | 2022 |